# Čestmír Císař
Čestmír Císař (Hostomice nad Bílinou, 1920. január 2. – Prága, 2013. március 24.) cseh politikus és diplomata, 1968 és 1969 között a Cseh Nemzeti Tanács első elnöke.  A kommunista párt reformjainak vezető szószólójaként  egy sor liberális reformot vezetett be a kommunista Csehszlovákiában, minek eredményeként a prágai tavasz egyik kulcsfigurája lett, de reformjait rövidesen hatályon kívül helyezték a Varsói Szerződés katonai beavatkozása után. Elmozdították hivatalából, s az 1989-es bársonyos forradalomig kizárták a pártból.

## Élete
1920. január 2-án született Hostomice nad Bílinou-ban, tanulmányait a franciaországi dijon-i Lycée Carnot-ban végezte. A prágai Károly Egyetemre járt, de Csehszlovákia 1939-es német megszállása után kénytelen volt otthagyni. 
Miután 1945-ben csatlakozott a Csehszlovák Kommunista Párthoz, először a nyugati Plzeň városában vett részt a pár kulturális programjaiban. Később, 1952 és 1957 között a párt regionális bizottságának osztályvezetője és titkára volt, majd az 1960-as évek elején a központi bizottság tagja lett. 
1963 és 1965 között Csehszlovákia kulturális és oktatási minisztere, majd miután eltávolították a hatalomból, romániai nagykövet lett. 
1968 januárjában visszatérhetett Romániából, majd rövidesen a Cseh Nemzeti Tanács elnöke lett, ettől kezdve  igyekezett egy sor reformot bevezetni. A prágai ravaszt követő szovjet katonai beavatkozás után ismét eltávolították a hatalomból, ezúttal viszont a pártból is kizárták. Ezt követően kisebb munkákból élt. 
A kommunista korszak végéig, 1989-ig távol maradt a politikától. 1989-ben rövid időre megalapította az Obroda csoportot, a prágai tavasz református kommunista veteránjainak kis csoportját, akik a bársonyos forradalom nyomán a „demokratikus szocializmust” támogatták . A csoportot azonban Václav Havel ellenezte, és hamarosan feloszlott.
Císař az 1990-es években, Václav Havellel kötött megállapodással tért vissza korábbi diplomata karrierjéhez, 1991 és 1992 között pedig Csehszlovákia képviselője volt az Európa Tanácsban.
2013-ban részt vett a Miloš Zeman elnökké választásának megünneplésére rendezett győzelmi eseményen.
2013. március 24-én hunyt el Prágában, 93 éves korában.

## Kitüntetései
- Építőipari Érdemérem, 1958

## Művei
- Člověk a politik: kniha vzpomínek a úvah. Praha: ETC Publishing, 1998. 668 s. ISBN 80-86006-59-X.
- Moji českoslovenští presidenti. Praha: Slávy dcera, 2006. 134 s. ISBN 80-903725-0-3.
- Paměti : nejen o zákulisí Pražského jara. Praha: SinCon, 2005. 1281 s. ISBN 80-239-5900-X.

## Fordítás
Ez a szócikk részben vagy egészben  a(z)   Čestmír Císař című cseh Wikipédia-szócikk ezen változatának fordításán alapul.  Az eredeti cikk szerkesztőit annak laptörténete sorolja fel. Ez a jelzés csupán a megfogalmazás eredetét és a szerzői jogokat jelzi, nem szolgál a cikkben szereplő információk forrásmegjelöléseként.